# 迎春镇 (宜章县)
迎春镇，是中华人民共和国湖南省郴州市宜章县下辖的一个乡镇级行政单位。

## 行政区划
迎春镇下辖以下地区：
光明村、山上村、东冲村、鹧鸪坪村、高梁下村、畔头村、大津村、金朝山村、大坪村、桐木坑村、碕石村、周家村和欧联村。